# Cartographie fantasy

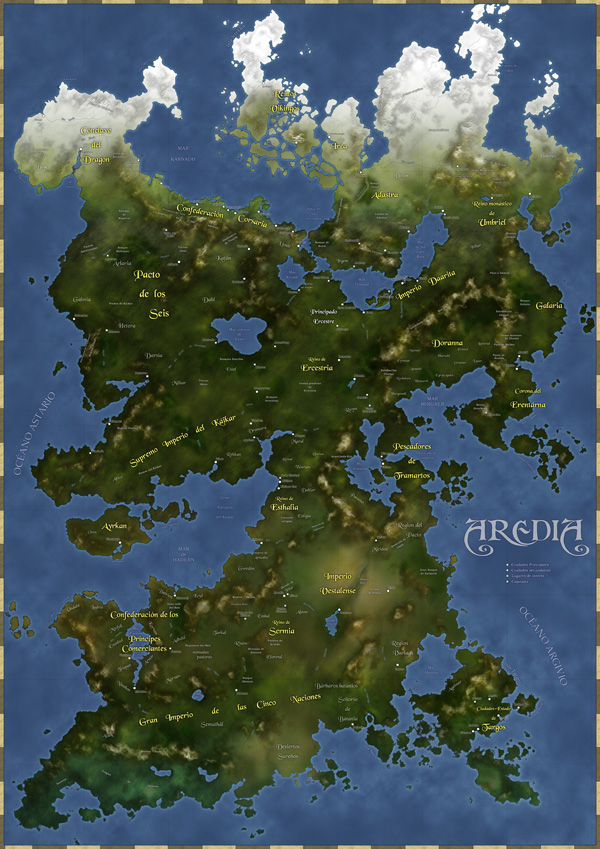
Une carte fantasy issue de l'univers Aredia

La cartographie fantasy est un type de cartographie représentant visuellement la géographie d’un lieu ou d’un espace issu de l’imaginaire, de la fiction ou bien un lieu du monde réel dans un style fantastique.  
En fonction de la complexité du lieu imaginé, une carte peut à la fois être assez simple, mais parfois complexe en créant un monde fictif complet comme la carte de J. R. R. Tolkien pour son œuvre Le Seigneur des Anneaux, et parfois même une galaxie complète comme avec Star Trek. 
Ces cartes peuvent également inclure des œuvres d'art abstraites, combiner des informations cartographiques existantes pour représenter un emplacement imaginaire ou combiner des informations cartographiques déjà existantes pour montrer un lieu sous une perspective différente.